# Samara Weaving
Samara Weaving (Adelaide, 23 febbraio 1992) è un'attrice e modella australiana.

## Biografia
Nata ad Adelaide, ma cresciuta tra Singapore, Figi e Indonesia , da Simon Weaving, regista e direttore artistico del Canberra International Film Festival, ed Helena Bezzina, arte-terapista di origine maltese; ha una sorella minore, Morgan, anche lei attrice, e suo zio è l'attore australiano Hugo Weaving. La sua famiglia si è trasferita a Canberra nel 2005, dove la Weaving ha frequentato la Canberra Girls Grammar School . Nel 2019 si è sposata  con lo scrittore Jimmy Warden.

## Carriera
Ha debuttato nel 2008 interpretando il ruolo di Kirsten Mulroney nella soap opera australiana Out of the Blue. Nel 2009 Weaving è stata scelta per il ruolo di Indigo "Indi" Walker nella soap opera australiana Home and Away, ruolo che ha interpretato fino al 2013. Per la sua interpretazione di Indi Walker ha ottenuto una candidatura al premio del pubblico per la miglior interpretazione femminile ai AACTA Awards 2012.
Dal 2012 ha lavorato come modella per il marchio di biancheria intima australiano Bonds. Durante la prima campagna pubblicitaria del 2014 è apparsa accanto al surfista Owen Wright.
Lasciata la soap opera Home and Away, nel 2013 ottiene il suo primo ruolo cinematografico in Mystery Road, al fianco di suo zio Hugo Weaving. Successivamente ha un ruolo ricorrente nella prima stagione della serie televisiva Ash vs Evil Dead.
Nel 2017 ottiene il ruolo della sanguinaria babysitter Bee nella commedia horror La babysitter e una piccola parte nel film di Martin McDonagh Tre manifesti a Ebbing, Missouri. Nello stesso anno è apparsa nel videoclip di Attention di Charlie Puth, che ha superato il miliardo di visualizzazioni.
Dal 2017 al 2019 ha recitato nella serie televisiva di Showtime SMILF, creata ed interpretata da Frankie Shaw. Nel 2018 lavora nella miniserie televisiva Picnic at Hanging Rock, al fianco di Natalie Dormer. Nel 2019 è protagonista della commedia nera Finché morte non ci separi.
Sempre nel 2019, interpreta Nix nel film d'azione Guns Akimbo, insieme a Daniel Radcliffe.
Nel 2020 riprende il ruolo di Bee, stavolta divenuta buona nel film La Babysitter - Killer Queen.
Nel 2022 interpreta Constance Moore nel film Babylon, diretto da Damien Chazelle al fianco di Brad Pitt e Margot Robbie. 
Mentre nel 2023 dà il volto alla professoressa di studi cinematografici Laura Crane in Scream VI. 

## Filmografia

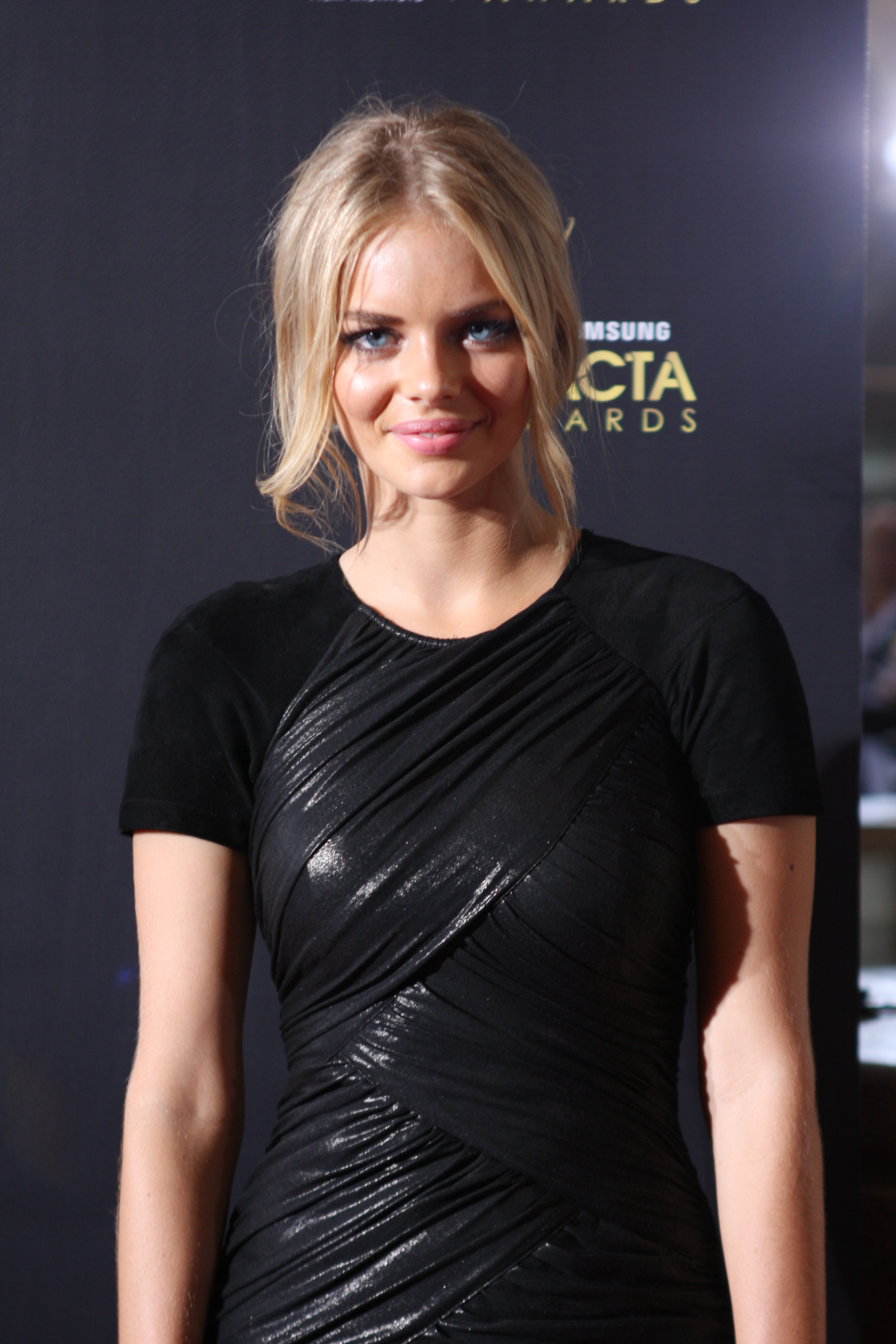
Samara Weaving nel 2012

### Attrice

#### Cinema
- Mystery Road, regia di Ivan Sen (2013)
- Bad Girl, regia di Fin Edquist (2016)
- Monster Trucks, regia di Chris Wedge (2016)
- Mayhem, regia di Joe Lynch (2017)
- Tre manifesti a Ebbing, Missouri (Three Billboards Outside Ebbing, Missouri), regia di Martin McDonagh (2017)
- La babysitter (The Babysitter), regia di McG (2017)
- Finché morte non ci separi (Ready or Not), regia di Matt Bettinelli-Olpin e Tyler Gillett (2019)
- Guns Akimbo, regia di Jason Lei Howden (2019)
- Al di là delle apparenze (Last Moment of Clarity), regia di Colin Krisel e James Krisel (2020)
- La babysitter - Killer Queen (The Babysitter: Killer Queen), regia di McG (2020)
- Bill & Ted Face the Music, regia di Dean Parisot (2020)
- Snake Eyes: G.I. Joe - Le origini (Snake Eyes: G.I. Joe Origins), regia di Robert Schwentke (2021)
- The Valet, regia di Richard Wong (2022)
- Chevalier, regia di Stephen Williams (2022)
- Babylon, regia di Damien Chazelle (2022)
- Scream VI, regia di Matt Bettinelli-Olpin e Tyler Gillett (2023)
- Azrael, regia di E.L. Katz (2024)
- Borderline, regia di Jimmy Warden (2025)
- Eenie Meanie, regia di Shawn Simmons (2025)

#### Televisione
- Out of the Blue – soap opera, 48 episodi (2008)
- Home and Away – soap opera, 336 episodi (2009-2013)
- Squirrel Boys – serie TV, episodi 1x02, 1x03 e 1x04 (2015)
- Ash vs Evil Dead – serie TV, episodi 1x08, 1x09 e 1x10 (2015-2016)
- Picnic at Hanging Rock – miniserie TV, 6 episodi (2018)
- SMILF – serie TV, 18 episodi (2017-2019)
- Hollywood – miniserie TV, 7 episodi (2020)
- Nine Perfect Strangers - serie TV, 8 episodi (2021)

#### Videoclip
- Attention di Charlie Puth (2017)

### Doppiatrice
- 100% lupo (100% Wolf), regia di Alexs Starderman (2020)
- 200% lupo (200% Wolf), regia di Alexs Starderman (2024)

## Riconoscimenti
- Screen Actors Guild Award
  - 2018 – Miglior cast cinematografico per Tre manifesti a Ebbing, Missouri

## Doppiatrici italiane
Nelle versioni in italiano delle opere in cui ha recitato, Samara Weaving è stata doppiata da:
- Veronica Puccio in Tre manifesti a Ebbing, Missouri, Finché morte non ci separi, The Valet, Babylon
- Valentina Favazza ne La babysitter, 100% Lupo, 200% lupo
- Martina Felli in SMILF, Guns Akimbo
- Mattea Serpelloni in La babysitter - Killer Queen, Scream VI
- Lavinia Paladino in Bill & Ted Face the Music, Chevalier
- Margherita De Risi in Picnic at Hanging Rock
- Elisa Angeli in Ash vs. Evil Dead
- Irene Trotta in Hollywood
- Domitilla D'Amico in Snake Eyes: G.I. Joe - Le origini
- Francesca Manicone in Nine Perfect Strangers
- Giovanna Nicodemo in Al di là delle apparenze